# Денгизих
Денгизих (Dengizich, Δεγγιζίχ) по Приску је био један од Атилиних синова и вођа Хуна. На старотуркијском језику денгизих значи мало море (*Däŋiziq). Забележено је и да је та реч корен од имена Џингис (Ghengis).
За име Денгизих, римски дипломата и историчар Приск је чуо док је био у посети Атили, па је тако и забележио његово име.
За време владавине Денгизиха, Хуни (Уногори) су прво прешли реку Волгу (по Захарији Ретору). По писању Приска, где су подаци подробнији, изасланици Сарагура, Урога и Уногора, тражили су 463. године од Византије сарадњу против Авара којима су били притиснути приликом аварског продора на запад и део Европе.